# Rosalyn Tureck
Rosalyn Tureck, née le 14 décembre 1914 à Chicago aux États-Unis et morte le 17 juillet 2003 à New York aux États-Unis, est une pianiste et claveciniste américaine.

## Biographie
Rosalyn Tureck étudie la musique à la Juilliard School of Music de New York. Elle fait ses débuts au Carnegie Hall en jouant du thérémine, un instrument électronique. Elle joue ensuite la musique pour clavier de Jean-Sebastien Bach au clavecin et se fait connaitre par elle à l'instar de Wanda Landowska, mais décide plus tard d'utiliser le piano et obtient un franc succès avec ses interprétations, relativement épurées, qui impressionnent et influencent Glenn Gould.
Son travail est surtout associé à l'œuvre de Jean-Sébastien Bach, dont elle est une interprète de l'œuvre pour clavier, mais Rosalyn Tureck posséde un répertoire plus large incluant Beethoven, Brahms, et Chopin, ainsi que des compositeurs modernes tels que Luigi Dallapiccola et William Schuman.
Certains de ses élèves suivent son école, comme Piero Rattalino, Leonardo Leonardi, Gianfranco Pappalardo Fiumara, Ramin Bahrami.
Elle est membre du jury du Concours international de piano de Santander Paloma O'Shea en 1990.

## Sélection d'enregistrements
- Bach, Variations Goldberg, au piano, Deutsche Grammophon (1999).
- Bach, Le Clavier bien tempéré, livres I & II, au piano, enregistrement de 1953, Deutsche Grammophon (2000).
- Live in St. Petersburg, All Bach Recital, 5 juillet 1995 (VAI, 2003).
- Bach, Variations Golberg BWV 988, Aria variata en la mineur, Concerto italien BWV971, Ouverture à la française en si mineur BWV 831, 1958-1960, EMI (2008)
- Bach,  Partitas BWV 825-830, 1956-1958, Philips (Great Pianists of the 20th century), 1998.